# Ambasada Bośni i Hercegowiny przy Stolicy Apostolskiej
Ambasada Bośni i Hercegowiny przy Stolicy Apostolskiej – misja dyplomatyczna Bośni i Hercegowiny przy Stolicy Apostolskiej. Ambasada mieści się w Rzymie.

## Historia
Stosunki dyplomatyczne pomiędzy Bośnią i Hercegowiną a Stolicą Apostolską nawiązano 20 sierpnia 1992.